# Vert
Cet article concerne la couleur. Pour les autres significations du terme, voir Vert (homonymie).

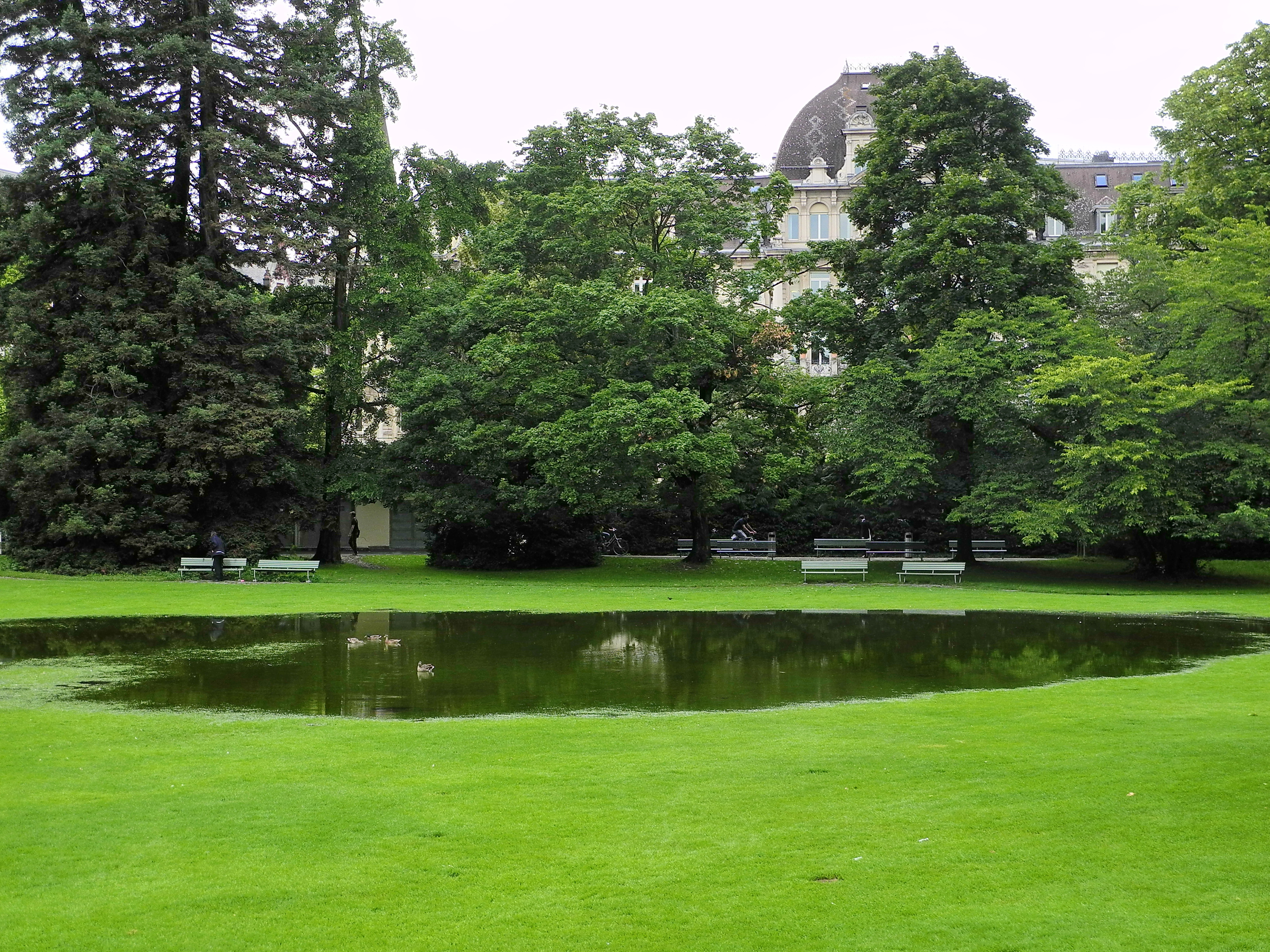
Les verts de la végétation.

Le vert est un champ chromatique regroupant les couleurs situées sur le cercle chromatique entre le jaune et le bleu. Contrairement à d'autres couleurs, qui changent de nom quand elles sont lavées de blanc ou rabattues avec du noir, comme le rouge qui devient rose ou brun, le vert conserve son nom, vert pâle ou vert foncé, vert vif ou vert grisâtre.
Le vert dû à la chlorophylle est la couleur de la plupart des feuillages de la végétation.

## Colorimétrie et perception des couleurs
Selon la norme AFNOR X08-010 « Classification méthodique générale des couleurs » (annulée en 2014), les verts sont des couleurs dont la longueur d'onde dominante est comprise entre 490 et 573 nm. Les longueurs d'onde les plus courtes correspondent à des verts tirant vers le bleu, comme le vert turquoise ; les plus longues correspondent à des verts tirant vers le jaune.
| 490 nm    |           |           |           |           | 510 nm |      |      |      |      |      | 541 nm |      |            |            |            |            |            | 573 nm     |            |
| vert-bleu | vert-bleu | vert-bleu | vert-bleu | vert-bleu | vert   | vert | vert | vert | vert | vert | vert   | vert | vert-jaune | vert-jaune | vert-jaune | vert-jaune | vert-jaune | vert-jaune | vert-jaune |

Pour d'autres auteurs, le vert correspond à une longueur d'onde dominante entre 497 et 560 nm ; selon Chevreul, qui repère les couleurs par rapport aux raies de Fraunhofer, le vert type se trouve entre les raies E ( 527 nm) et b 517 nm ; pour Abney de 513 à 578 nm ; pour Rood, 581 nm et pour Fleury, 520 nm.
Le champ des verts s'étend jusqu'aux noirs et jusqu'aux blancs. Il n'y a pas, comme pour le rouge, l'orangé et le jaune, de champ chromatique différent quand la couleur est lavée de blanc. Il suffit, pour qu'une surface presque blanche se désigne comme vert clair, d'une quantité de vert bien inférieure à ce qu'il faudrait de rouge pour en faire un rose clair, ou de bleu pour en faire un bleu clair ; et de même, on dira plus facilement qu'une couleur est vert très sombre que noir tirant sur le vert.
La sensibilité d'un œil humain dans l'obscurité (vision scotopique) est la plus grande pour une longueur d'onde d'environ 507 nm, qui serait un vert bleuâtre si on pouvait voir les couleurs dans ces conditions, tandis qu'un œil adapté à la lumière (vision photopique) est plus sensible pour une longueur d'onde de 550 à 555 nm soit un vert jaunâtre.
L'opposition des verts et des rouges forme avec celles entre les jaunes et les bleus et entre le noir et le blanc la base de la perception humaine des couleurs, constituée dès les cellules nerveuses ganglionnaires et bipolaires, dans l'œil. Ces six couleurs sont les couleurs élémentaires de Hering.

### Synthèse des couleurs
En synthèse additive une des couleurs primaires est un vert, avec un rouge et un bleu. Dans les écrans de télévision et d'ordinateur, le vert primaire est un vert jaunâtre, avec une longueur d'onde dominante d'environ 550 nm.
En peinture, on obtient un vert en mélangeant un jaune et un bleu. Le résultat dépendant de la réflectance spectrale de chacun des composants, varie. Certains mélanges sont vendus tout préparés ; ainsi, la dénomination vert anglais correspond-elle le plus souvent à un mélange de bleu de Prusse avec du jaune de chrome.
En imprimerie, la synthèse soustractive utilise des pigments normalisés. Le vert s'obtient par un mélange de bleu cyan et de jaune. On ne peut pas produire un vert à la fois très saturé et lumineux comme celui des écrans, en raison de l'imperfection des pigments cyan, qui absorbent du vert ; mais la nécessité s'en fait assez peu sentir. L'impression maximale de coloration verte est atteinte à une luminosité moindre que le maximum possible.

### Effet psychologique
Le vert vif, pur, est reposant pour la vue. Les études montrent qu'un environnement de verdure permet de réduire la fatigue.

### Codage
Les recommandations UIT 601 et 709, et la norme sRGB placent le vert primaire des écrans dans l'espace de couleurs CIE XYZ au point X = 35,760, Y = 71,520, Z = 11,920.
Les concepteurs des noms de couleurs du Web ont adopté le code lime (citron vert) pour le vert primaire pur à pleine intensité (r=0, g=255, b=0), tandis que le mot-clé green (vert) correspond à la moitié de l'intensité (r=0, g=128, b=0), donnant une impression chromatique plus intense. Le mot-clé darkGreen, qui ne fait pas partie des codes de base reconnus par toutes les applications, est la même teinte, au quart de l'intensité maximale (r=0, g=64, b=0).
Les autres noms de couleur contenant le mot green (vert) sont
GreenYellow (vert-jaune) #ADFF2F ; 
LawnGreen (vert gazon) #7CFC00 ; LimeGreen (vert citron) #32CD32 ; PaleGreen (vert pâle) #98FB98 ; LightGreen (vert clair) #90EE90 ; MediumSpringGreen (vert printemps moyen) #00FA9A ; SpringGreen (vert printemps) #00FF7F ; MediumSeaGreen (vert mer moyen) #3CB371 ; SeaGreen (vert mer) #2E8B57 ; ForestGreen (vert forêt) #228B22 ; YellowGreen (jaune-vert) #9ACD32 ; DarkOliveGreen (vert olive foncé) #556B2F ; DarkSeaGreen (vert mer foncé) #8FBC8F ; LightSeaGreen (vert mer clair) #20B2AA. Plusieurs autres mots-clé renvoient des couleurs vertes ou verdâtres.

## Le champ chromatique vert
De nombreuses langues ne placent pas les limites de leurs champs chromatiques comme le français. On trouve notamment un champ unique regroupant le vert et le bleu, comme en chinois 靑 qīng.

### Nature

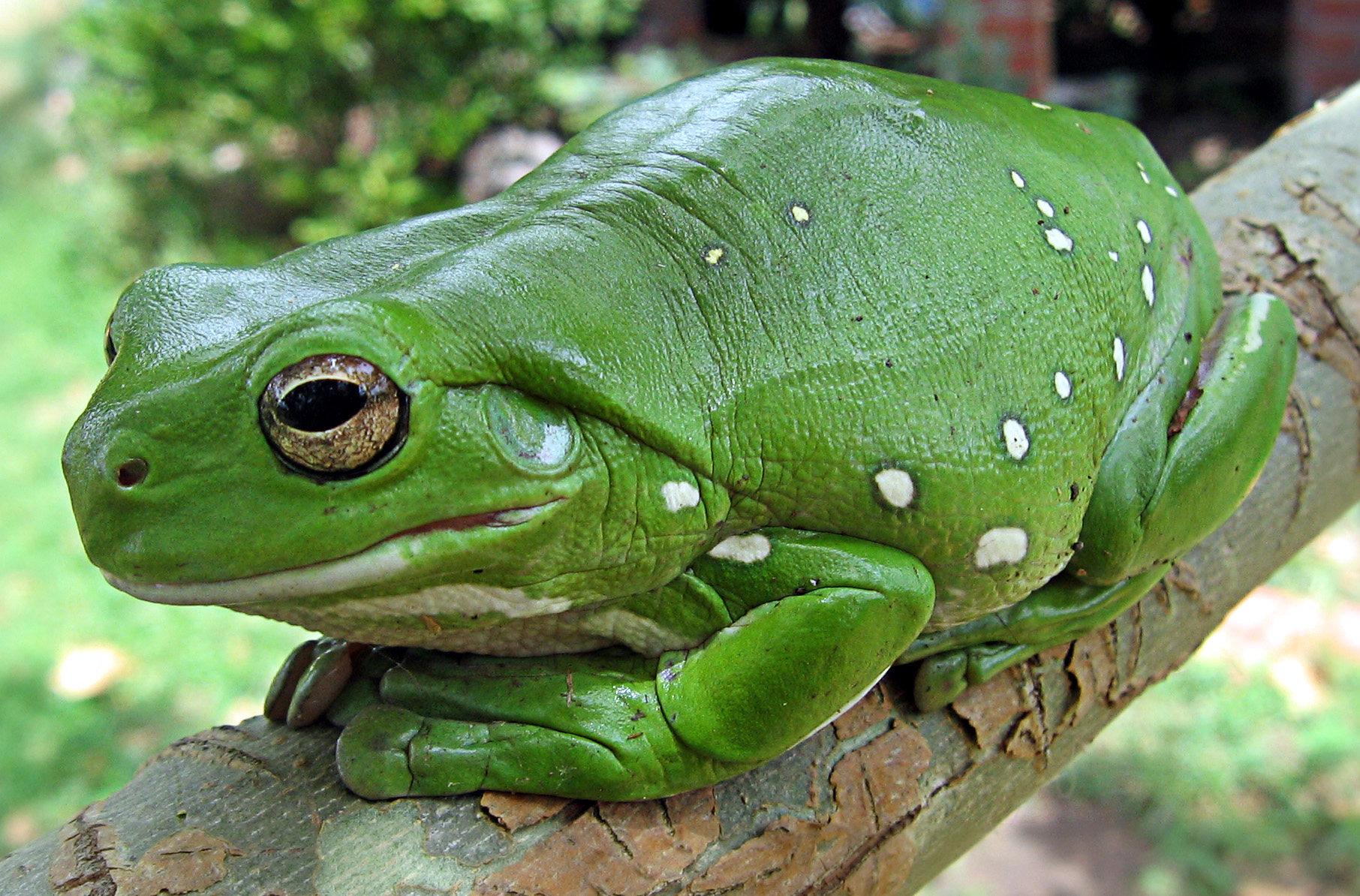
Grenouille verte.

- De loin, la plus grande contributrice à la présence du vert dans la nature est la chlorophylle. Cette substance chimique permet la photosynthèse des plantes[12], qui permet d'introduire le carbone dans la chaîne alimentaire.

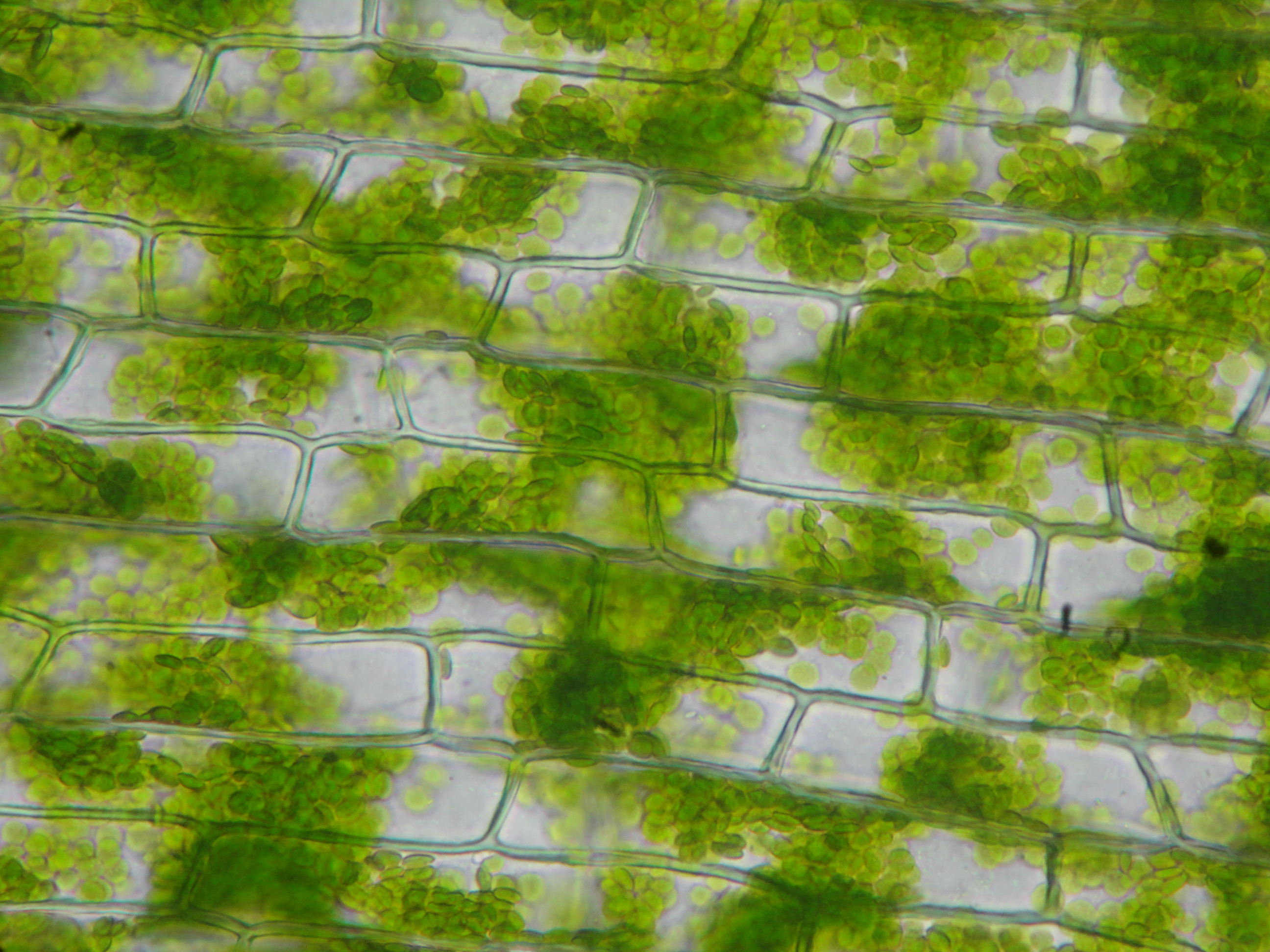
La chlorophylle est présente à haute concentration dans les chloroplastes des cellules végétales vivantes.

- De nombreuses créatures se sont adaptées à leurs environnements verts en revêtant une teinte verte en guise de camouflage[12]. C'est notamment le cas de nombreuses grenouilles, lézards et d'autres reptiles, amphibiens, poissons, insectes et oiseaux.

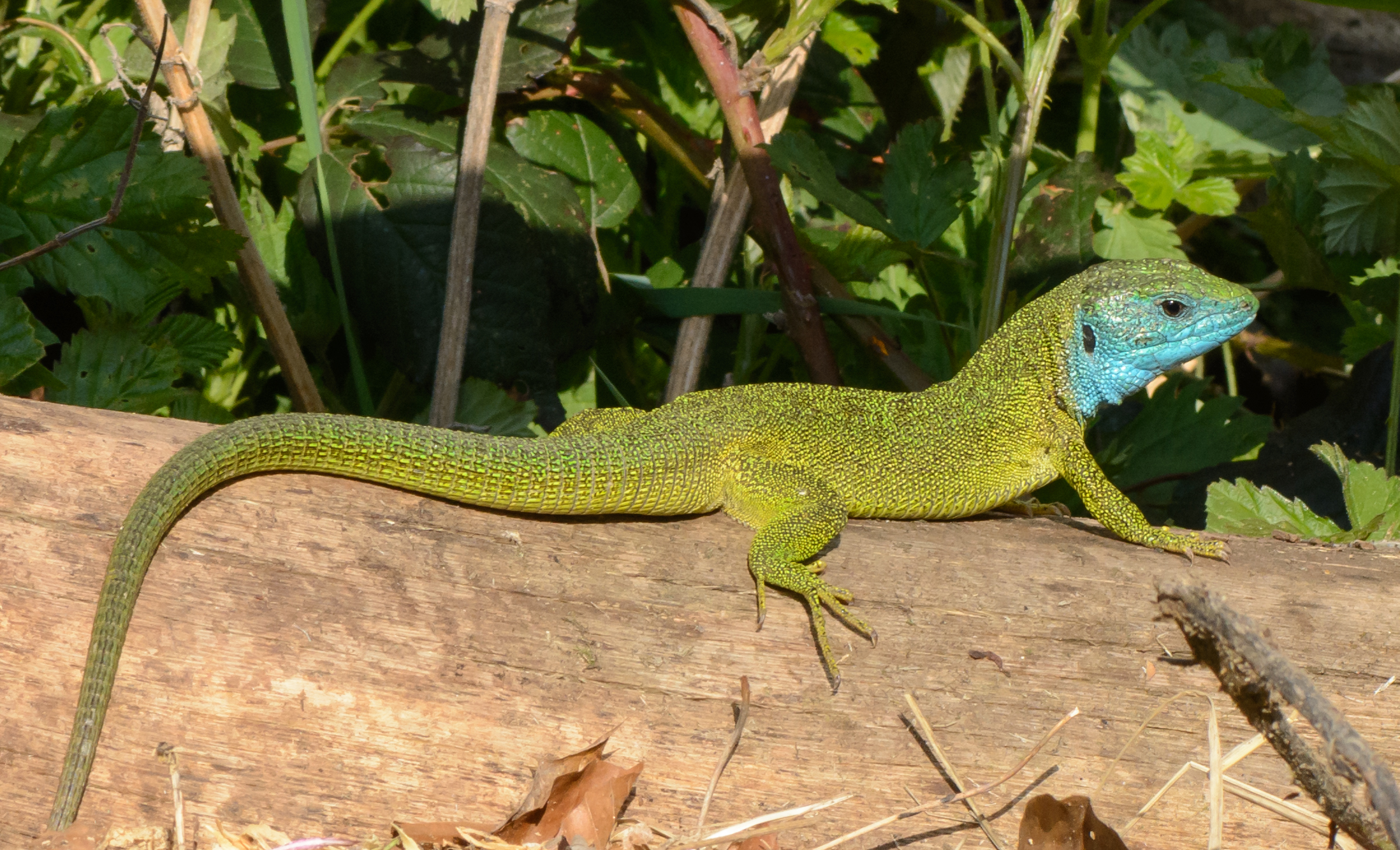
Lacerta viridis (lézard vert, mâle)
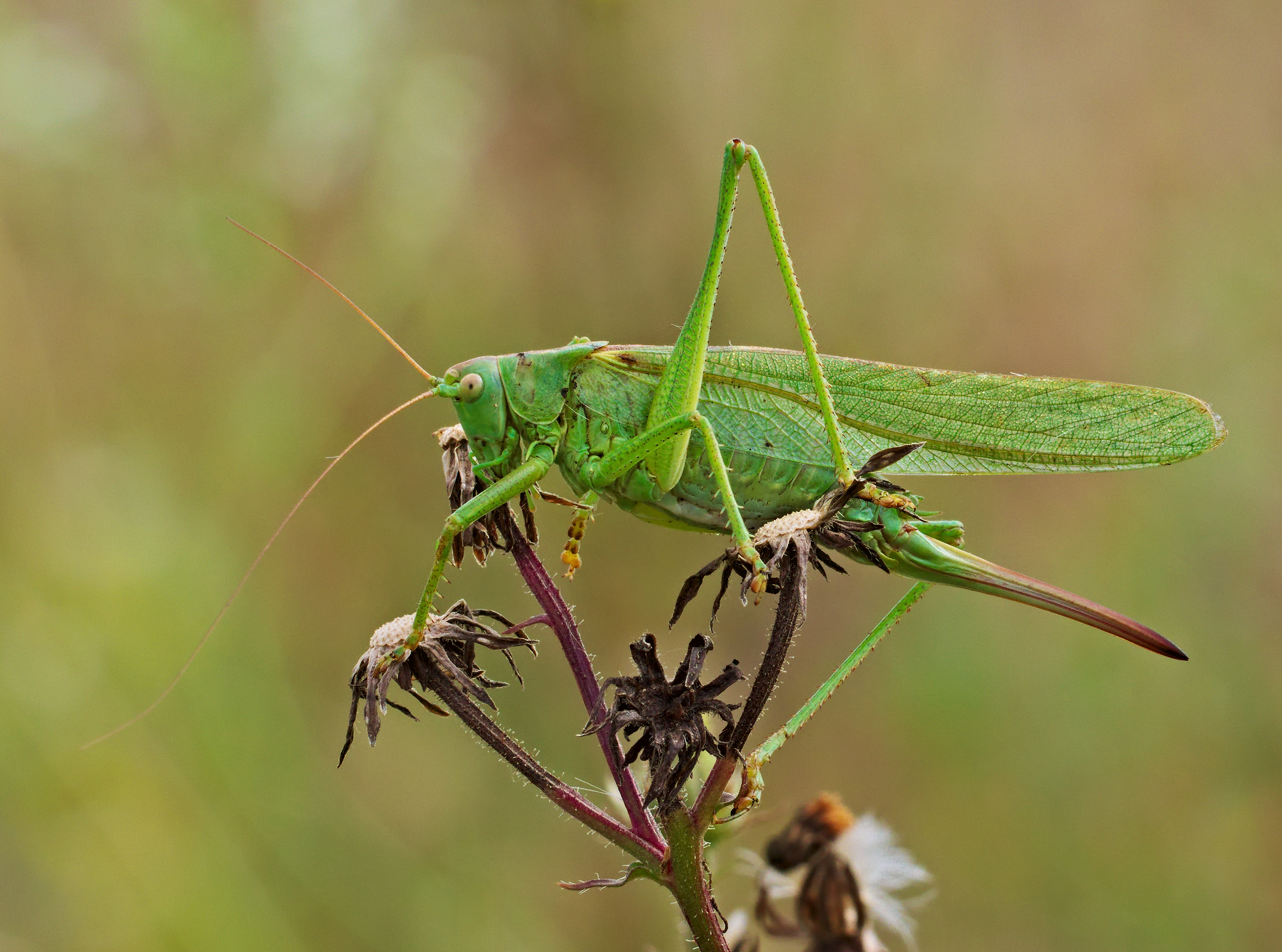
Tettigonia viridissima (sauterelle verte)
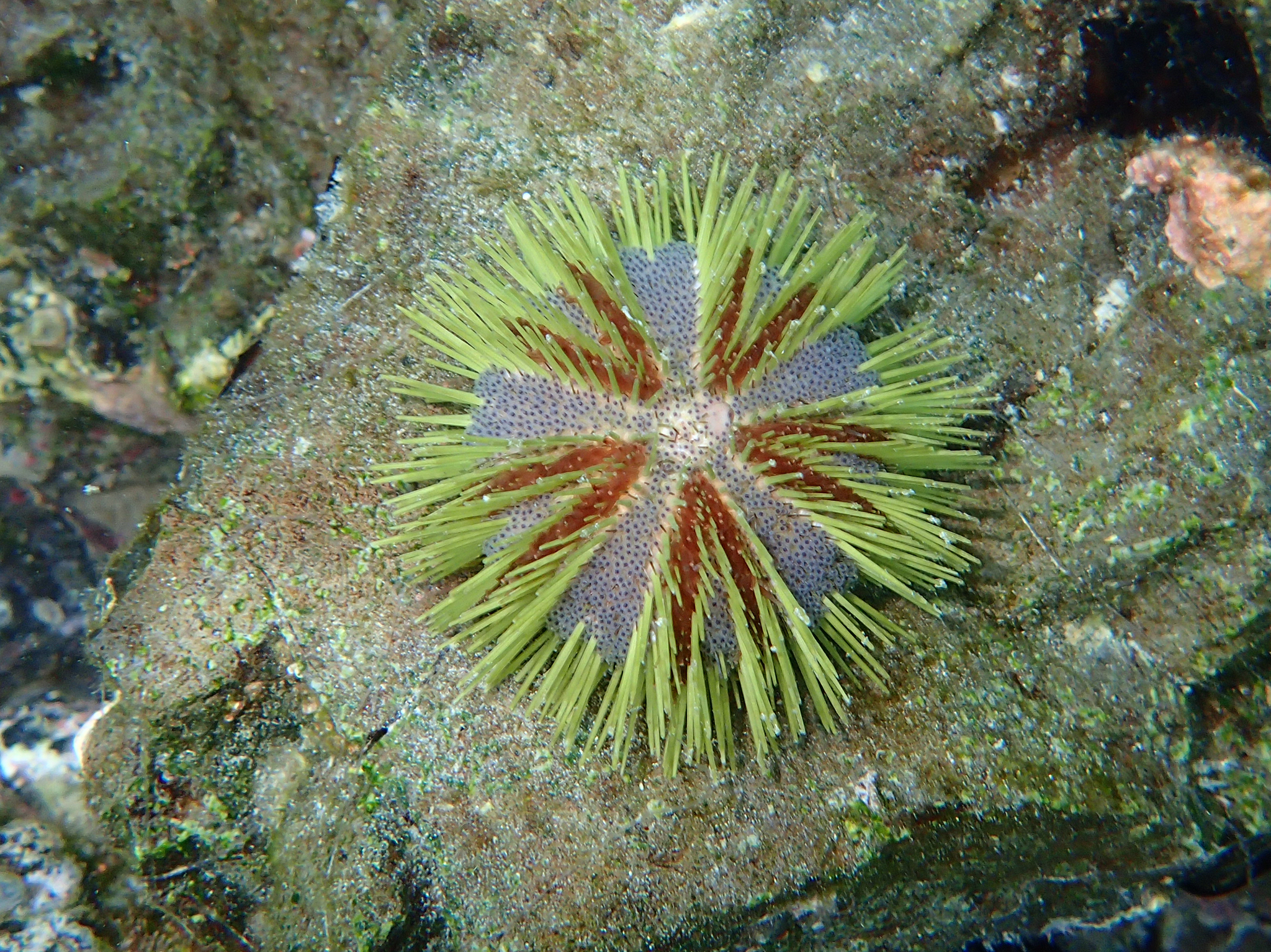
Lytechinus semituberculatus (oursin vert)
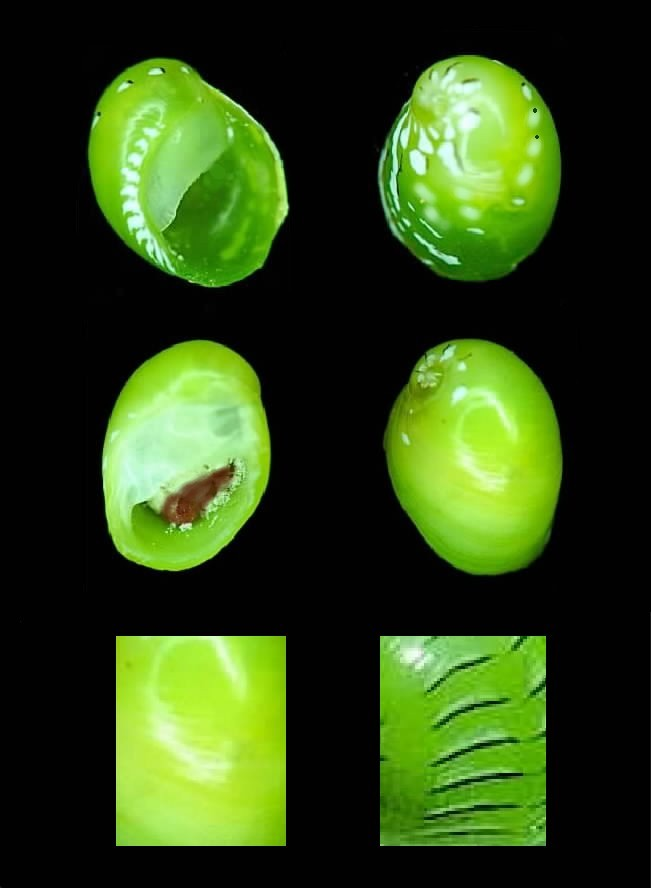
Smaragdia viridis (coquillage)
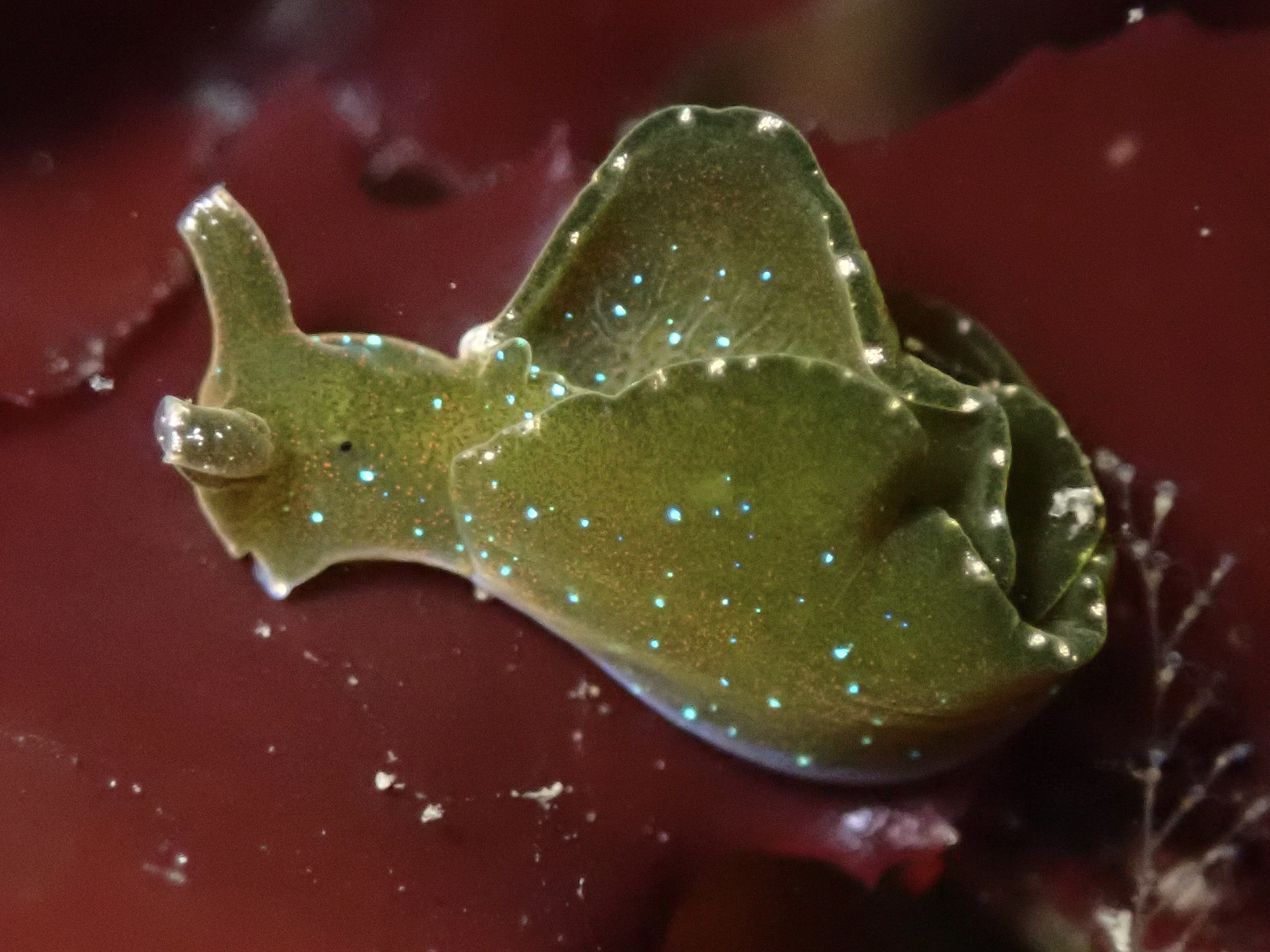
Elysia hedgpethi (limace de mer)
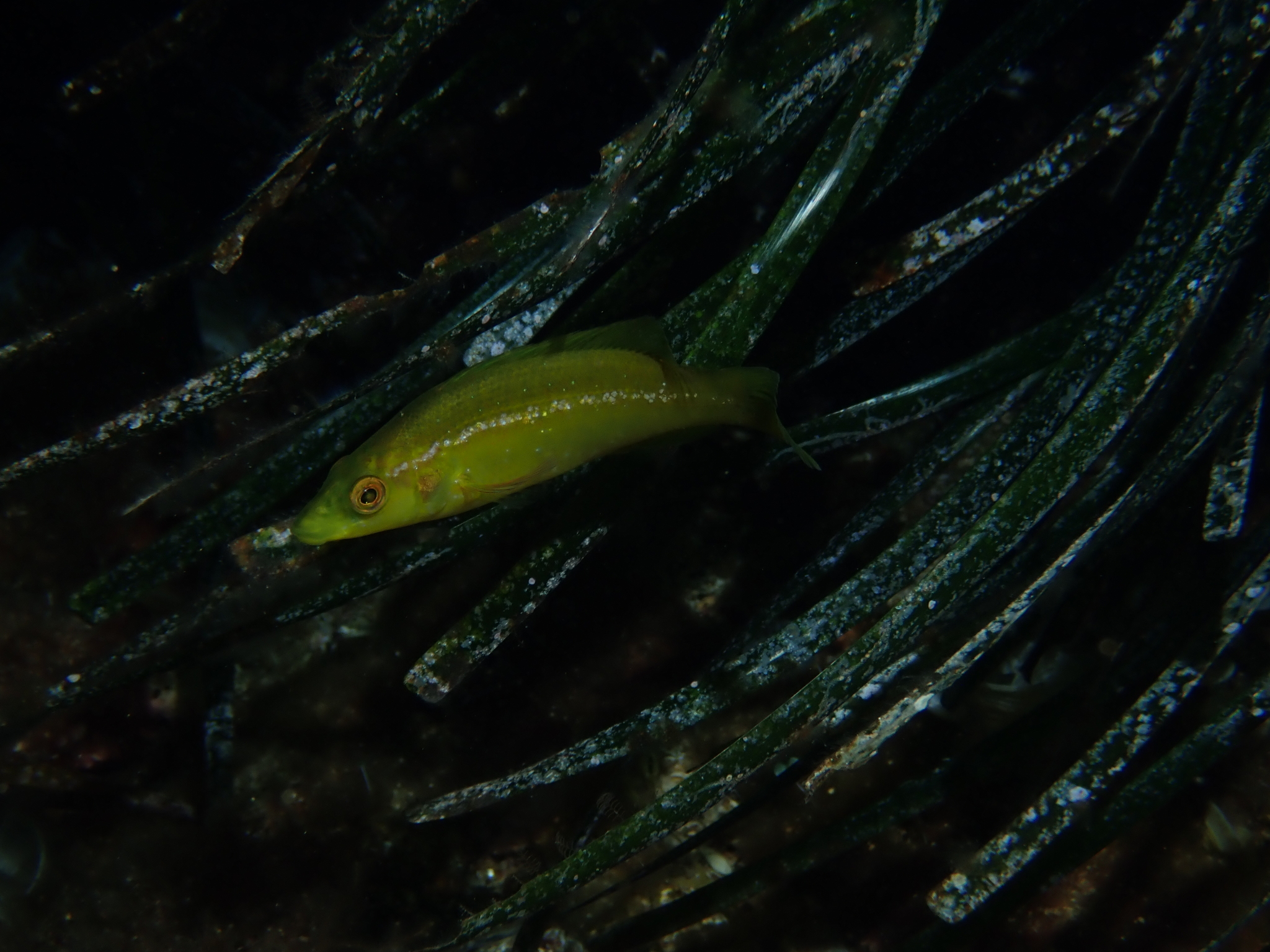
Labrus merula (poisson)
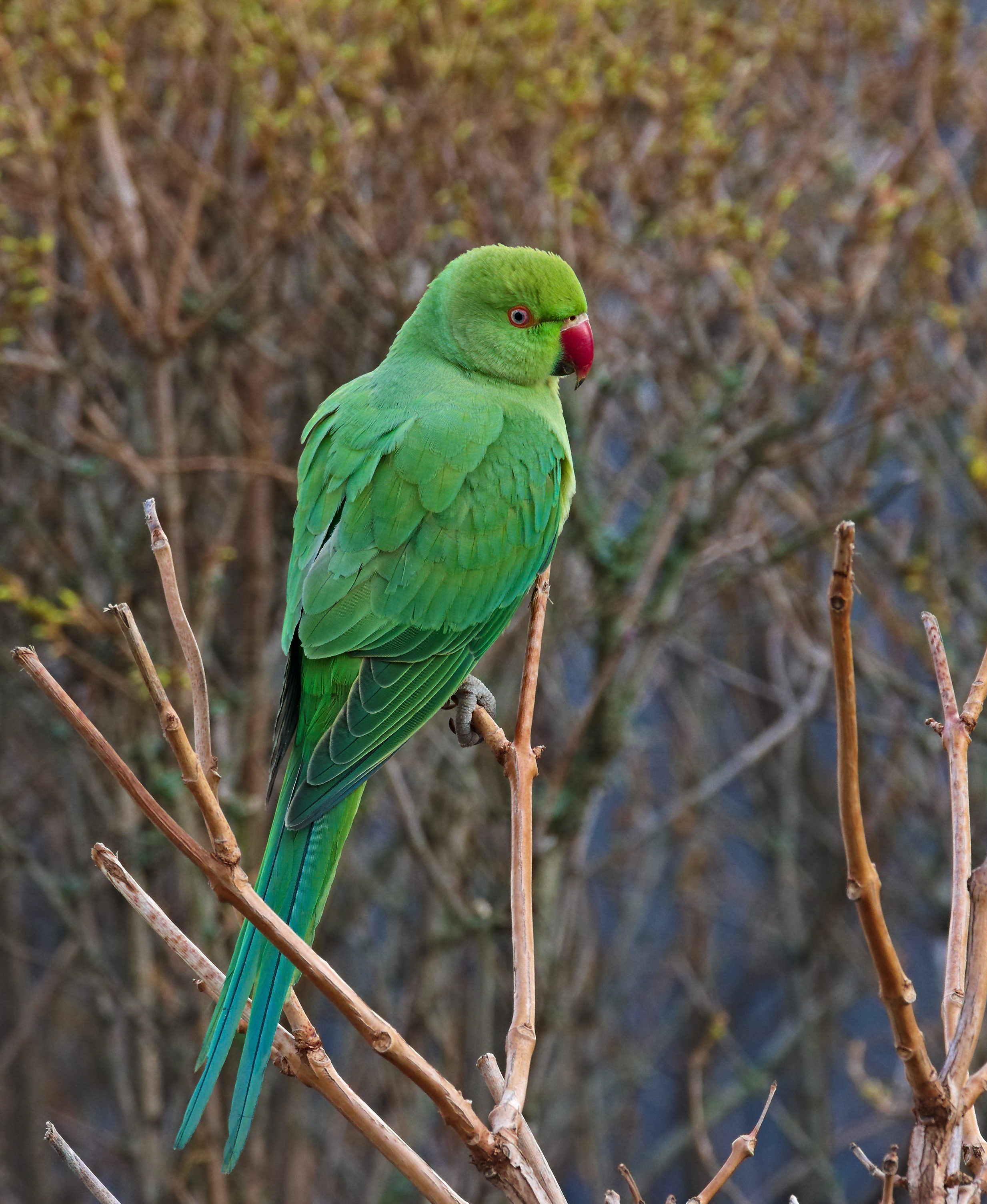
Psittacula krameri (perruche à collier)

### Langage

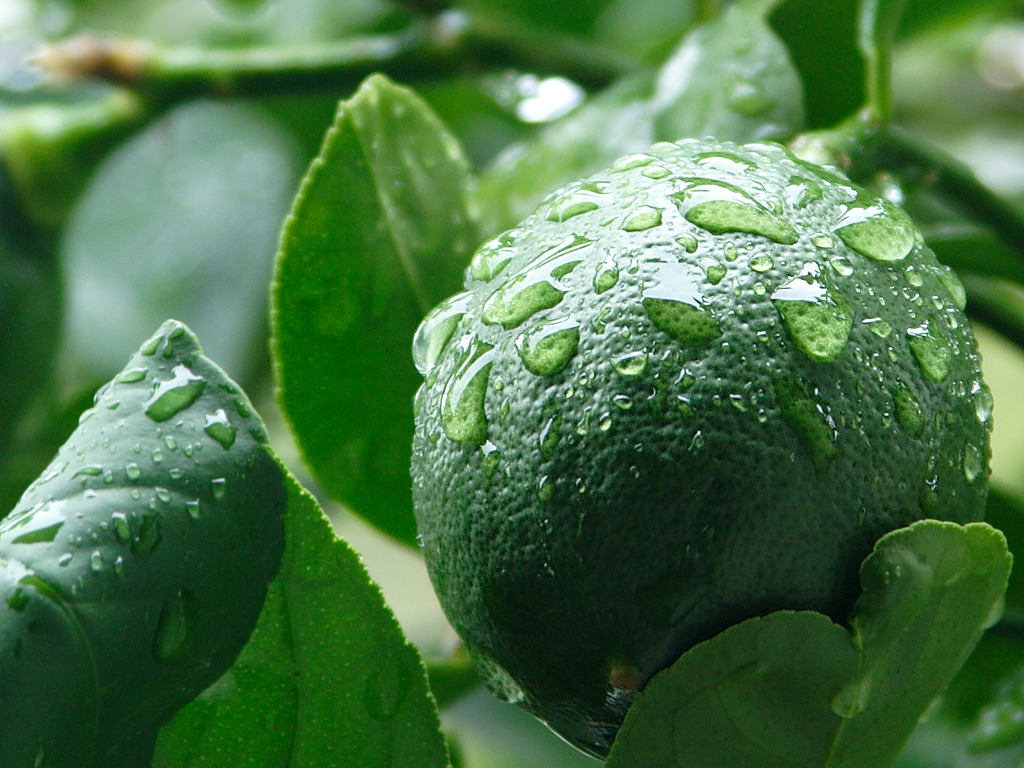
La chlorophylle est responsable de la couleur verte des plantes.

Le mot « vert » vient du latin virĭdis, qui veut dire « vert ». 
Beaucoup de langues asiatiques n’ont pas de mot distinctif entre le bleu et le vert, bien que des dictionnaires récemment publiés fassent la distinction. Ainsi, le vietnamien,  n'a pas de mots différents pour le bleu et le vert. Le mot thaï เขียว signifie « vert », mais également « malodorant » et a d'autres significations à mauvaises connotations. En japonais, en dépit de l’existence d’un mot (緑 midori) dans la langue moderne qui signifie « vert », la couleur est parfois décrite comme le bleu de l'objet que l'interlocuteur sait être vert (青 ao), comme dans le cas du feu de circulation où le vert est appelé « bleu feu de circulation » (青信号 ao-shingō) ou lorsque, pour désigner les plantes, on parle du « bleu feuille » (青葉 aoba), reflétant l'absence d'un mot qui signifie « vert » dans le vieux japonais. À noter toutefois que "midori" vient de 水mi (mizu) "eau" et dori "coloration", et signifiait donc "couleur de l'eau", autrement dit une teinte d'ao (groupe bleu-vert).
En persan, le mot pour le vert est سبز (sabz), mais ce mot peut aussi vouloir dire « noir » ou « sombre ». En poésie persane, les femmes à peau foncée sont désignées comme « vertes », comme dans des expressions comme سبز گندم گون- (sabz gandom-gun, littéralement « couleur de blé vert ») ou سبز مليح- (sabz malih, « vert de beauté »). De même, en arabe soudanais, les personnes à peau foncée sont décrites comme أخضر (Akhdar, « verte »), au lieu d'utiliser le mot qui désigne le noir.
En langue bretonne également, on emploie le même mot pour les « verts et les bleus naturels » et les « bleus artificiels ». « Glas » est ainsi employé pour la verdure, les plantes et les animaux verts, mais également pour le ciel ou la mer ou pour les objets bleus. On ne fait la distinction entre bleu et vert que pour les objets uniquement, en employant le mot « Gwer » dérivé de « vert » pour ces derniers. Un crayon sera ainsi « Gwer » s'il est dit « vert » en français.

## Colorants

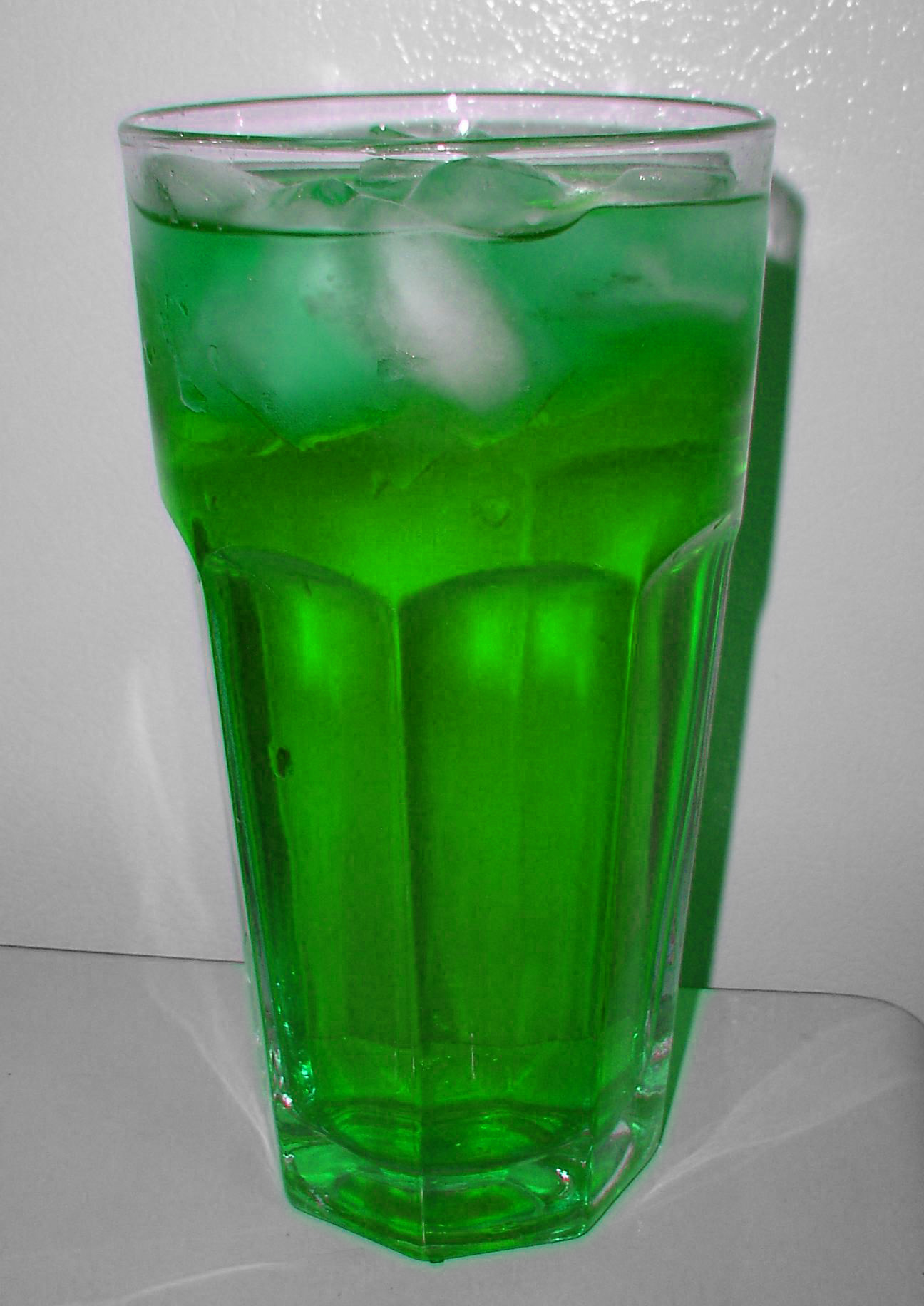
Menthe à l'eau

Les colorants, teintures ou pigments verts sont en usage dans de nombreux domaines : encre d'imprimerie, peinture, teinture de tissus, maquillage, teinture pour les cheveux et colorants alimentaires.
La couleur verte est associée commercialement à la menthe et depuis des décennies, les sirops de menthe industriels vendus dans le commerce sont artificiellement colorés en vert, en général par mélange d'un colorant jaune et d'un colorant bleu, le E102 et le E131. Sont également colorés en vert les gommes à la sève de pin et les célèbres pastilles Valda.
Les glaces à la menthe, à la pistache, au thé vert, le wasabi, les loukoums (à la menthe et à la pistache), sont aussi généralement colorés en vert, soit au vert d'épinard ou au thé vert, soit avec des colorants artificiels, comme la pâte d'amande quand elle est colorée en vert. Les bonbons verts sont le plus souvent aromatisés à l'anis, alors que ceux à la menthe sont blancs sauf les gommes ; l'arôme « pomme verte » justifie aussi la coloration en vert, les gommes à la sève de pin. 
De nombreux produits de consommation courante se présentent avec la couleur verte : bain moussant, shampooing, liquide pour la vaisselle, produit cosmétique. Des marques sont associées à la couleur verte de façon durable : les savonettes de la marque Palmolive sont vertes, ainsi que les savons liquides et même les liquides vaisselle de cette marque. Verte également la lotion pour les cheveux Pétrole Hahn, ainsi que ses shampooings, tout comme le bain moussant Badedas, liquide vert, bouteille verte. Habituellement le vert des produits cosmétiques s'obtient avec le C.I. 42090 (bleu) et le C.I. 19140 (jaune), mélangés.
En cosmétique, les pâtes de couleur verte sont fréquemment utilisées afin de camoufler les rougeurs sur le visage.
La couleur de l'argile verte utilisée pour soigner les œdèmes et inflammations et pour divers soins est naturelle.

### Pigments et teintures

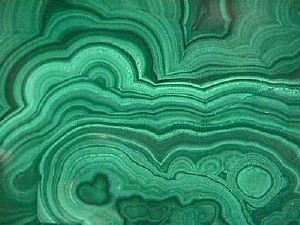
La malachite est un minéral qui sert de pigment.

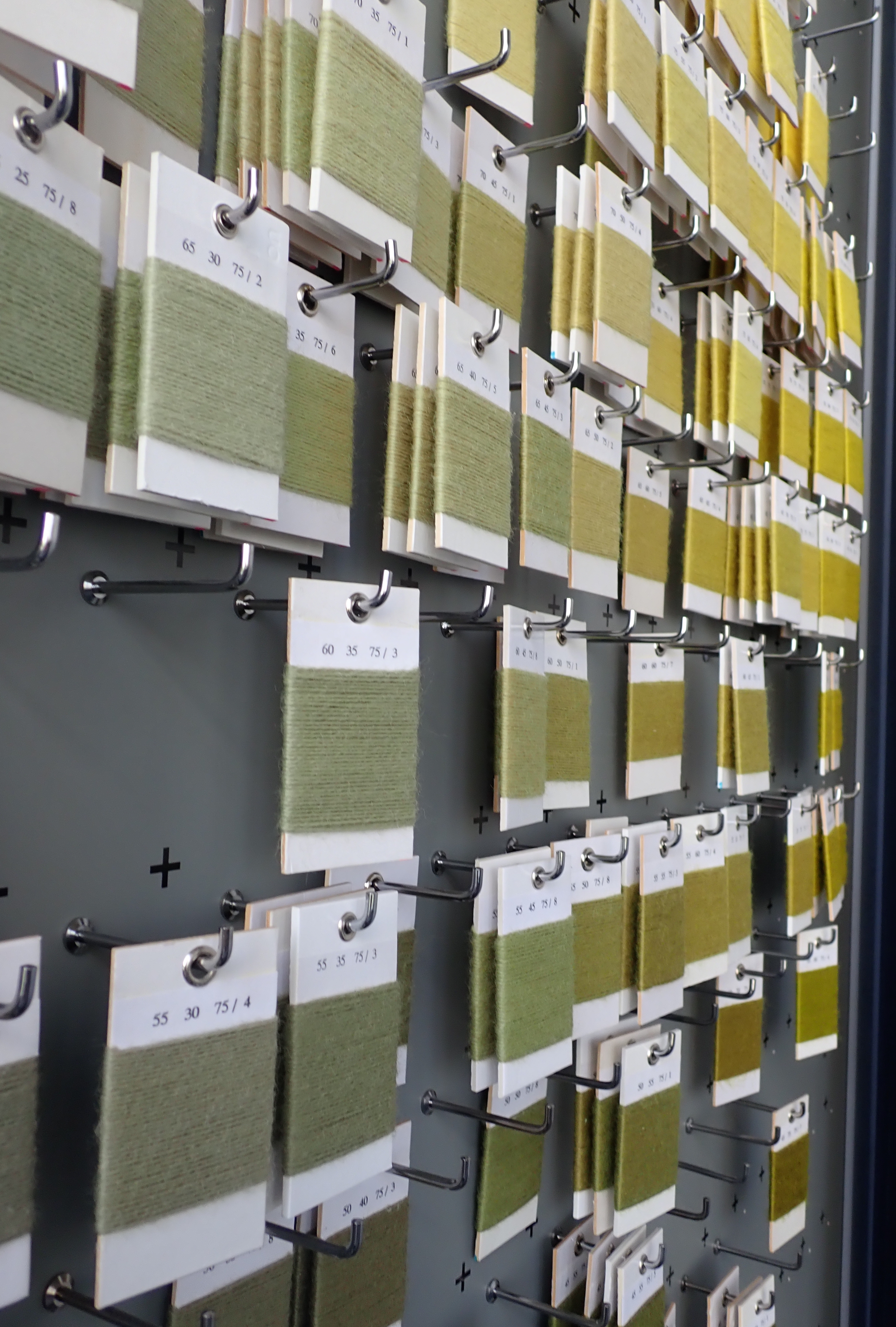
Nuancier des verts teints et utilisés pour la manufacture de tapisserie des Gobelins et de Beauvais, 2018

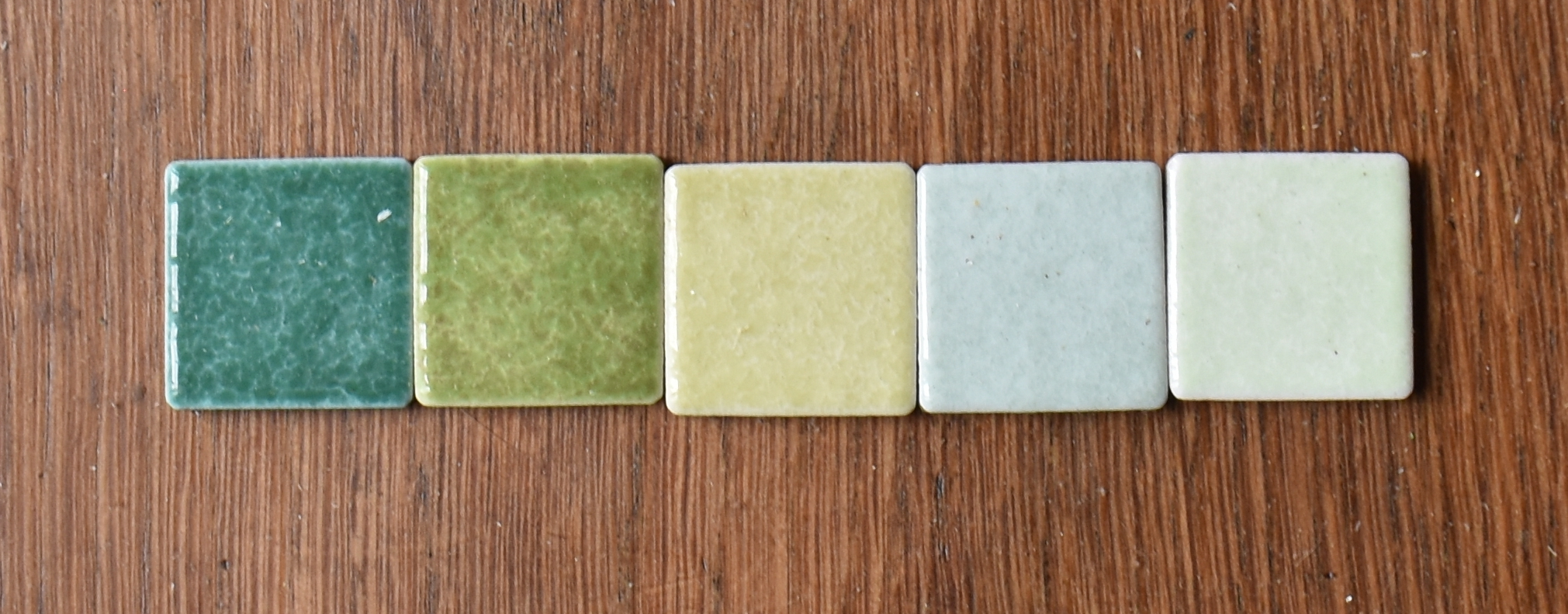
Tesselles:5 nuances de vert.

Quelques minéraux ont fourni des pigments verts. La plupart contiennent du cuivre.  
- Le vert et le bleu manquent dans l'art pariétal mais l'homme préhistorique teint parfois ses vêtements à base de feuilles de bouleau. Cette teinture est cependant de faible qualité car elle donne plus une couleur brune que verte[19].

- Les Égyptiens exploitent divers minerais dont le sol égyptien regorge, dont la malachite (un carbonate de cuivre(II))[20] et l'atacamite (un chlorure de cuivre) qui apparaissent environ en 2 500 ans av. J.-C. Le « vert égyptien » résulte du chauffage sous atmosphère oxydante, entre 900 et 1 150 °C, d'un mélange de composés calcaires, siliceux et cuivreux en certaines proportions. Ces verts sont utilisés pour la peinture murale mais aussi celle d'objets en bois, albâtre ou céramique[21].

- La couleur verte est, comme la bleue, discrète dans la vie sociale, religieuse ou la symbolique des Grecs, comme l'atteste le lexique instable, imprécis de cette couleur[22]. Les Phéniciens et les Grecs continuent d'utiliser le vert égyptien. Cette couleur reste peu présente chez les Romains qui, eux, distinguent bien la couleur en la désignant par "viridis"[23], de la racine "vir" (fertile en latin) liée aux idées de fécondité, de jeunesse, de vigueur, de virilité. Cette discrétion, qui s'explique par la difficulté de sa maîtrise[b] est telle que des philologues de la deuxième moitié du XIXe siècle imaginent que leur œil était aveugle au bleu et au vert[24].

- Le Moyen Âge voit la valorisation de cette couleur[23]. Les verts de résinate de cuivre supplantent la malachite et la chrysocolle verte. Les recueils des moines de l'époque rapportent certaines précautions d'emploi de ces verts qui s'altèrent, allant jusqu'à détériorer les couleurs voisines, voire détruire le parchemin. Ils peuvent ainsi être tempérés en ajoutant de la résine de pin et de bitume. Les « cernes » ont aussi pour but d'empêcher la diffusion du cuivre. Couleur associée au rouge pour évoquer le début des amours dans un cadre vert champêtre, elle se rapporte à la verdeur de la jeunesse, évoque l'inclination à la galanterie. Elle évoque l'immaturité (des fruits verts) mais aussi la vigueur (un vieillard vert). Enfin, les théologiens médiévaux qui codifient les couleurs liturgiques considèrent le vert comme une couleur moyenne et l'instituent couleur des dimanches ordinaires[25]. Couleur ambivalente et instable chimiquement, le vert est la couleur du hasard, du jeu (les jongleurs, les bouffons s'habillent de vert), du destin, du sort (duel judiciaire sur le « pré vert » qui est l'ancêtre de la feutrine des tables de jeu, des terrains de sport, de la table de ping-pong[26]), de la chance[27] mais aussi de la malchance, de la putréfaction et de la mort : le vert est la couleur favorite du Diable depuis au moins le XIIe siècle, des ennemis de la chrétienté, des êtres étranges (fées, sorcières, lutins, génies des bois et des eaux). Les super-héros et les Martiens s'inscrivent dans cet héritage culturel[28].

- La terre verte est un pigment naturel utilisé depuis l'Empire romain. C'est une argile colorée par l'association d'oxydes de fer et de silicates de magnésium, d'aluminium et de potassium. La teinte varie selon la provenance, celle d'Italie a une tendance bleue, celle d'Allemagne, moins chère, est plus grisâtre[29].

- Pigment toxique, le vert-de-gris est obtenu en raclant le dépôt d'oxydation vert formé sur le cuivre, le laiton et le bronze. Selon Pline l'Ancien, ce dépôt est produit en exposant le cuivre à la vapeur de vin en cours de fermentation, un procédé employé jusqu'au XVIIIe siècle. Il est ensuite mélangé avec de la cire et de la térébenthine pour créer la couleur à peindre[30]. À l'époque féodale, le vert-de-gris s'obtient par l'oxydation du cuivre avec du vinaigre, de l'urine ou du tartre. Il donne de beaux tons intenses et lumineux, mais il est corrosif, d'où sa mauvaise réputation à la fin du Moyen Âge[31].

- Les mélanges d'oxydes de cobalt et de zinc forment des verts de cobalt qui ont également été utilisés pour créer des peintures vertes dès le XVIIIe siècle[32].

- Au XIXe siècle apparaissent deux nouveaux verts : le vert oxyde de chrome mis au point par Pannetier à Paris vers 1835 puis, en hydratant l'oxyde de chrome, un vert profond et froid que l'on appelle viride ou vert Guignet, et parfois vert émeraude[33], bien que celui-ci désigne plus souvent le vert de Paris (PRV3, p. 413).

- Au XXe siècle ont été mis au point quelques verts organiques de synthèse dont le vert de phtalocyanine et le vert naphtol.

Une liste plus complète des minéraux et des pigments verts peut être vue dans la liste générique du Colour Index et ici.
Le vert s'obtient couramment par le mélange de pigments bleu et jaune : bleu égyptien et jaune de Naples par les Égyptiens ou bleu de Prusse et jaune de chrome pour les célèbres « verts anglais » du XIXe siècle. Pour être utilisés, il faut que les pigments ne réagissent pas entre eux, ce qui exclut un bon nombre de mélanges, particulièrement entre les pigments minéraux.

### Colorants alimentaires
- Le vert d'épinard, facile à préparer en cuisine, peut servir pour teindre en vert pâle diverses préparations naturellement blanches comme les meringues.

Il n'y a aucune source naturelle pour les colorants alimentaires verts qui ait été approuvé par l'administration américaine Food and Drug Administration. 
- La chlorophylle, qui a pour numéros d'additifs alimentaires E140 et E141, est la plus commune source de vert dans la nature, mais est autorisée seulement dans certains médicaments et produits cosmétiques[35].

- Le jaune de quinoléine (E104) est un colorant fréquemment utilisé au Royaume-Uni, mais est interdit en Australie, au Japon, en Norvège et aux États-Unis[36].

- Le vert brillant BS est interdit dans de nombreux pays, car il est connu pour provoquer l'hyperactivité, de l'asthme, de l'urticaire et l'insomnie[37].

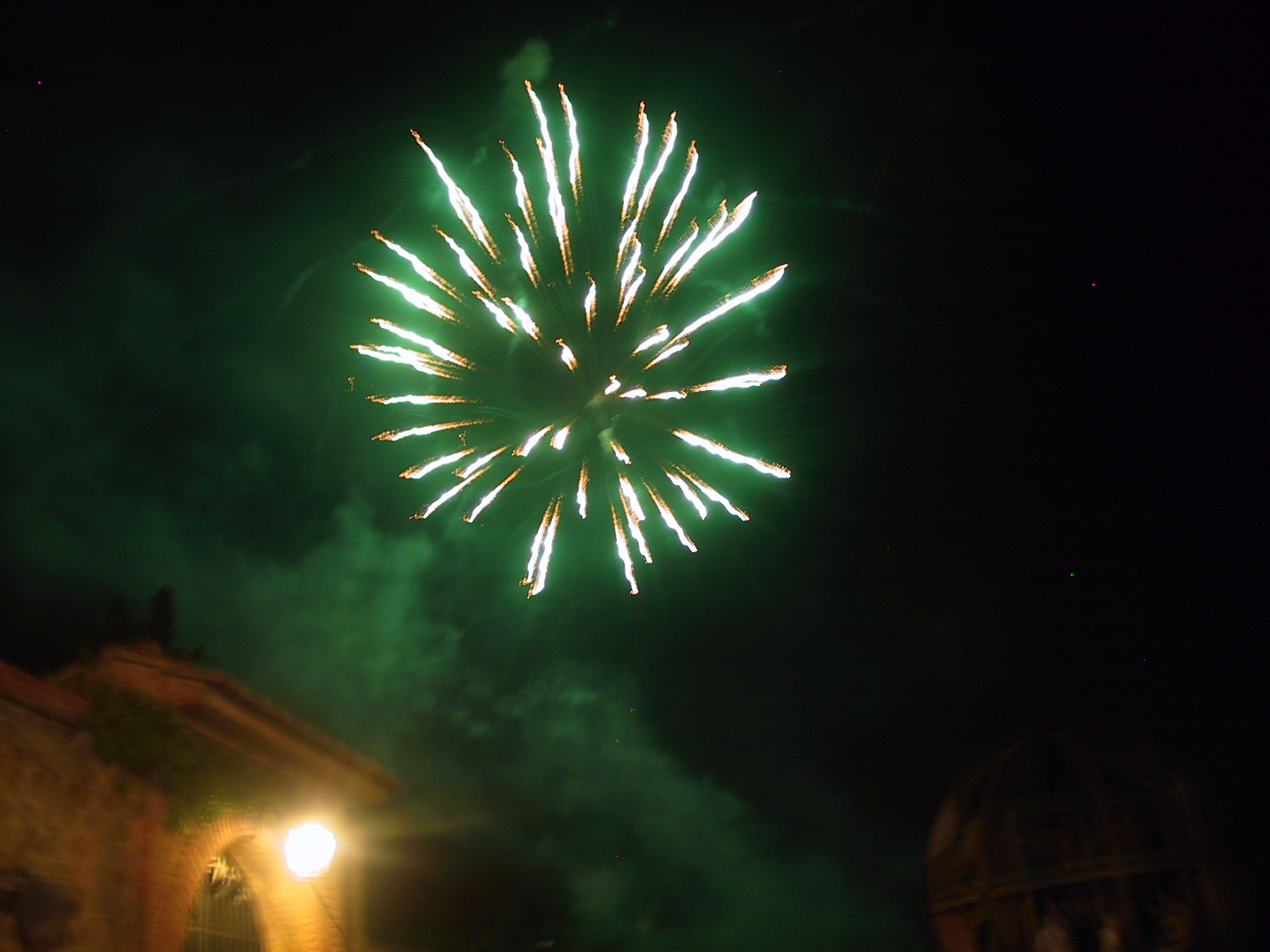
Les feux d'artifice utilisent souvent des sels de baryum pour créer des étincelles vertes.

| Code     | Origine             | Nom chimique                           | D.J.A. (mg/kg m.c) |
| -------- | ------------------- | -------------------------------------- | ------------------ |
| E140(i)  | origine naturelle   | chlorophylles                          | non toxique        |
| E140(ii) | origine naturelle   | chlorophyllines                        | non toxique        |
| E141(i)  | obtenu par synthèse | complexe cuivrique des chlorophylles = | 15                 |
| E141(ii) | obtenu par synthèse | complexe cuivrique des chlorophyllines | 15                 |
| E142     | obtenu par synthèse | vert acide brillant BS, vert lissamine | 5,0                |

### Feux d’artifice
Pour créer des étincelles vertes, les feux d'artifice utilisent du chlorate, nitrate ou chlorure de baryum. Le chlorure de cuivre (aussi connu sous le nom de « feu de camp bleu ») peut également produire des flammes vertes, ainsi qu'un mélange 3 pour 1 de bore et de salpêtre.

## Symbolique
La couleur verte peut, comme toutes les autres et tous les symboles en général, s'associer à des idées opposées.
L'association la plus directe relie la couleur verte à la végétation. On dit de quelqu'un qui travaille bien avec les plantes qu'il a la main verte. Par extension, ou par opposition à l'absence de végétaux dans les villes, le vert désigne la nature. Les récents partis politiques qui ont adopté cette couleur l'ont fait en promotion de la protection de l'environnement, et se considèrent comme des partis écologiques. Cela a conduit à des représentations similaires dans la publicité, avec des entreprises qui vendent des produits verts, respectueux de l'environnement. Si le « whitewashing » d'une marque est l'atténuation du souvenir des infractions auxquelles elle a été associée, le greenwashing est le procédé de marketing utilisé par une organisation dans le but de donner à l'opinion publique une image de l'entreprise écologique et responsable.
C'est peut-être l'islam qui a associé le premier vert et nature. L'oasis est source de vie dans le désert. En outre, Al-Khidr (aussi appelé « le Vert ») est une figure coranique qui a rencontré et a voyagé avec Moïse. En islam, le paradis est présenté comme plein de verdure. La conception occidentale jusqu'au XVIIIe siècle reste imprégnée de la théorie des quatre éléments, considérant que le feu, l'air, l'eau et la terre forment la totalité de la nature. Dans le De tribus diebus, le philosophe médiéval Hugues de Saint-Victor estime que le vert est la plus belle des couleurs car il est le symbole du printemps et de la résurrection future. Guillaume d'Auvergne reprend la même idée en ajoutant que le vert est situé entre le blanc, qui dilate la pupille, et le noir, qui la contracte.
Par analogie avec le mûrissement des fruits, le vert désigne la jeunesse, l'inexpérience, la crédulité, et aussi la vivacité énergique, voire la truculence, comme dans l'expression «langage vert » pour désigner un langage ou un style très libre ou l'argot.
- Le vert est une couleur très répandue dans les pays ou régions celtiques. Le drapeau panceltique créé par Robert Berthelier dans les années 1950 est dominé par la couleur verte. Un des hymnes celtes a pour titre « green lands » ce qui signifie en français « les Pays ou Terres Vertes ».

- La littérature chrétienne associe le vert à l'espérance, une vertu théologale[réf. souhaitée]. Dante Alighieri en donne une représentation à la fin de son Purgatoire, dans la Divine comédie[réf. souhaitée]. Dans la liturgie catholique romaine, le vert est porté par les ministres ordonnés durant les offices du temps ordinaire.

- L'association du vert avec le hasard et la chance viendrait du fait qu'il était l'une des couleurs les plus instables en teinturerie[réf. nécessaire], d'où la superstition théâtrale qui l'interdit. Il est possible aussi que certains comédiens aient été empoisonnés par de l'oxyde de cuivre ou du cyanure présents sur les costumes verts à l'époque médiévale[47].

- Le vert est également utilisé pour décrire la jalousie et l'envie. On raconte aussi qu'au Moyen Âge, le rôle de Judas était souvent tenu par un acteur vêtu de vert, que le public prenait fréquemment à partie à la fin de la Passion[48].

- Le vert évoque la maladie et la mort car c'est la teinte de la peau d'une personne malade, d'un cadavre, du pus. Un teint de peau vert est souvent associé à des nausées et à un état maladif[49].

- Dans certaines cultures, le vert symbolise l'espoir, le hasard (malchance comme chance), la nature, la croissance ; en même temps il est associé à la mort, à la maladie, à l'envie, à la permission (voire au libertinage) ou au diable[50].

## Utilisations

### Signalisation

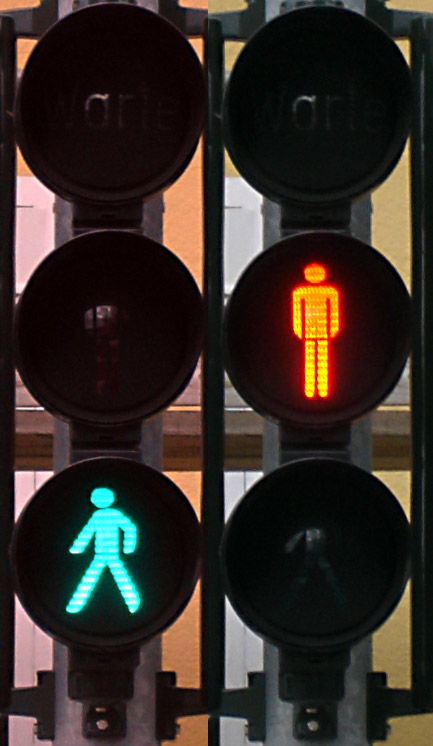
Sur les feux de carrefour, le vert signifie « allez-y ».

- En signalisation routière et ferroviaire, le vert communique la sécurité d'un trajet, comme dans les feux de circulation[51].  Le vert autorise le passage, à l'opposé du rouge qui l'interdit.
- Sur les bateaux et les avions, le feu de position vert indique le côté tribord, en opposition au feu rouge indiquant bâbord.
- Dans le code de couleurs des résistances électriques et des condensateurs, la couleur verte correspond au chiffre 5, au multiplicateur x105 et à une précision de 0,5 %. Dans la norme CEI 60757, on le nomme GN (abréviation de green).
- Avec le rouge, le jaune et le bleu, le vert est l'une des quatre couleurs adoptées par la Communauté européenne pour les conteneurs et poubelles du tri sélectif. Les conteneurs verts sont en principe destinés à recevoir les bouteilles en verre[réf. nécessaire].

### Sports
- En Europe, une Piste de ski verte en ski est aisée pour un skieur de faible niveau ou débutant (cependant la Verte des Houches, piste utilisée lors de la coupe du Monde de ski à Chamonix n'est pas classée "verte").

- Ceinture verte : grade d'apprentissage dans certains arts martiaux et sports de combat. Dans le judo et le karaté elle correspond au 3e Kyu qui est le 7e niveau. Il existe aussi une ceinture à la fois orange et verte correspondant au 4e Kyu.

- L'équipe de football de l'Association sportive de Saint-Étienne, en France, porte le maillot vert, et les joueurs sont surnommés les Verts.
- Le vert anglais était la couleurs du Royaume-Uni lorsque les couleurs nationales étaient encore utilisées en sport automobile. L'Australie avait le vert et or, la Bulgarie le vert et blanc, l'Irlande le vert avec une bande orange et la Nouvelle-Zélande le vert et gris.

### Architecture

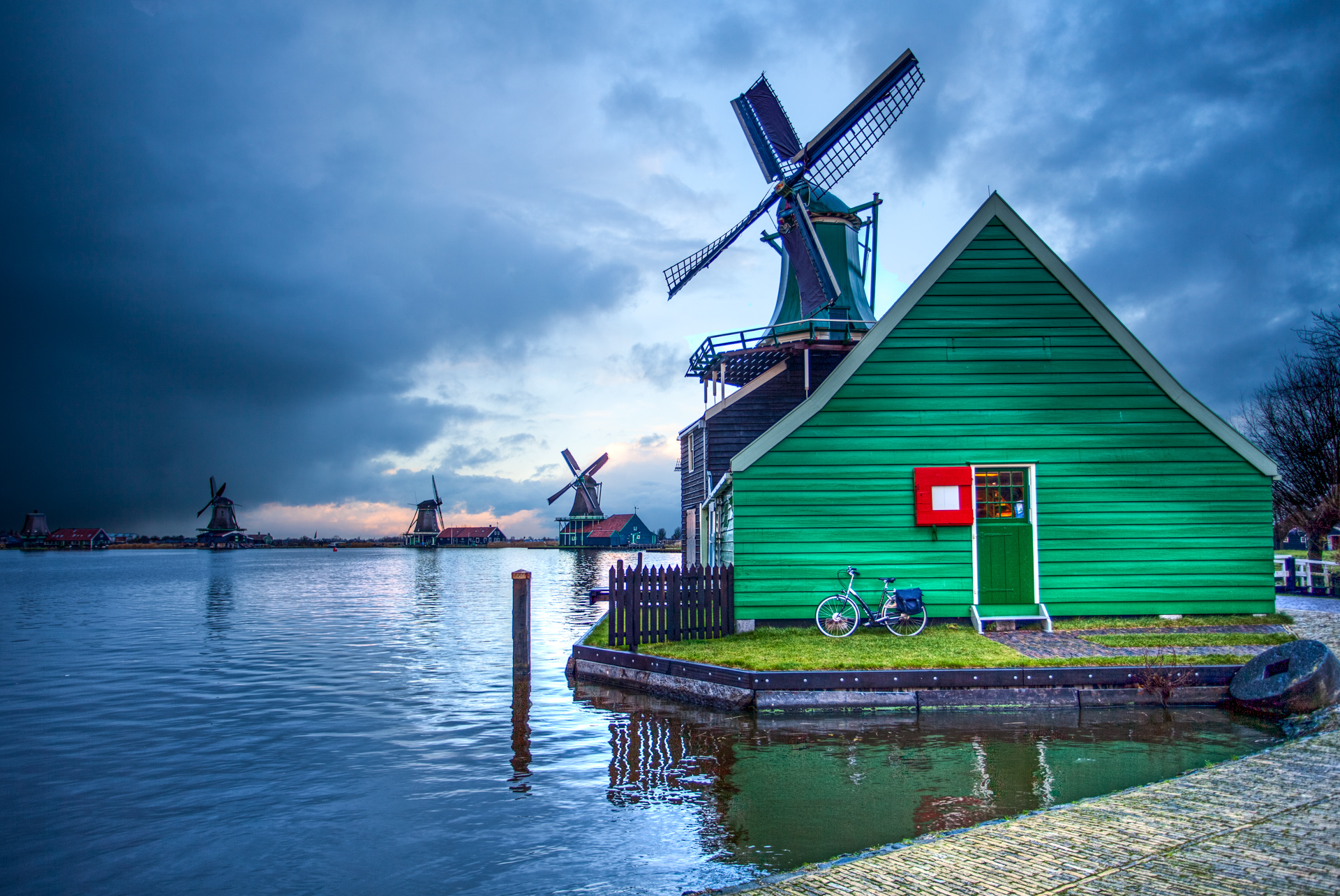
Maison verte à Zaanse Schans (Pays-Bas).

Dans la région de Zaan, on peint les maisons, construites en bois, en diverses nuances de vert. Cette tradition est attestée au XVIIIe et XIXe siècles[réf. souhaitée]. Le vert de Zaan n'est pas un pigment pur mais un mélange variable de vert de Brême, de vert de Frise et de vert-de-gris[réf. souhaitée]. Ces pigments à base de composés de cuivre (oxydes, hydroxydes, carbonates et acétates), étaient produits dans des moulins à vent de la région[réf. souhaitée].

### Utilisations politique
- Les mouvements écologistes, tels que Greenpeace, utilisent le vert en raison de sa fréquence dans la nature et de son association avec la vie. Il existe des partis politiques appelés les « Partis Verts » dans plus de 100 pays à travers le monde (voir : partis verts à travers le monde), pour signifier qu'ils s'investissent dans la « vie » politique. Il existe aussi un terme plus générique, le terme de parti vert (ou parti écologique) utilisé par de nombreux partis axés sur l'environnementalisme. Il existe aussi la croix verte internationale pour l'avenir durable.
- Au Québec et au Canada, le vert était une couleur de droite et populiste avant qu’elle soit associée aux courants écologistes. Le vert était la couleur des créditistes de même que celle du Parti réformiste du Canada en 1987[53].

### Utilisations diverses
- Le vert étant la couleur de l'espoir, il est ainsi attribué à la langue internationale Espéranto (esperanto signifie qui espère) et à son principal symbole, l'étoile verte à cinq branches et à son drapeau.

- Dans la symbolique orientale, le vert est associé à l'islam

- Le vert est dans la symbolique planétaire antique la couleur de la planète Vénus.

- Dans le drapeau irlandais, le vert symbolise l'Église catholique romaine par opposition à la religion protestante en orange. Le blanc symbolise la paix entre ces deux religions. Au Moyen Âge, le vert signifie la joie.

- En héraldique, on le nomme sinople.

Sinople

- Le vert, en tant que couleur associée à l'islam, a été le symbole du régime de la Jamahiriya arabe libyenne, dirigé par Mouammar Kadhafi. Entre 1977 et 2011, la Libye a eu un drapeau entièrement vert, étant également le seul État au monde à avoir un drapeau unicolore sans aucun motif. Kadhafi a exposé la doctrine officielle de son régime dans un ouvrage intitulé Le Livre vert.

- Les pharmacies utilisent couramment l'enseigne à la croix verte, qui associe la pharmacie à l'hôpital, que signale la croix rouge, tout en s'en différenciant. En France, depuis 1913, la loi réserve la croix rouge aux services dispensant des soins[54].

- On dit des chasseurs alpins qu'ils ont le « sang vert. »

- L'habit vert est l'habit porté par les membres de l'Institut de France, et notamment de l'Académie française, lorsqu'ils se réunissent en réunion solennelle.

- C'est la couleur du bouchon des bouteilles de lait écrémé.

- Avec le noir et le bleu, le vert sombre est une des trois couleurs généralement utilisées pour les sacs poubelles de grands volumes.

- Dans La sortie est au fond de l'espace un roman de science-fiction de Jacques Sternberg, des extra-terrestres humanoïdes discutent avec les derniers humains : « Le vert ? Avant tout était vert, ici. Comme chez vous. Il y a longtemps que nous avons supprimé cette couleur. Il y a longtemps que nous avons découvert que la couleur verte est la grande responsable de l'usure des cellules. C'est même assez étonnant que vous n'ayez jamais pensé à cela. C'était simple pourtant. »

- Dans le jargon casteller, la couleur verte est associée à la couleur verte de la chemise des Castellers de Vilafranca. Ainsi, les Castellers de Vilafranca sont aussi appelés "les verts".

- La couleur verte est utilisée par plusieurs marques commerciales : Géant Vert (maïs en boîte), Feu Vert (chaîne de boutiques et garages pour véhicules), un magazine écologiste publié dans les années 1970 s'intitulait le Sang vert (il n'existe plus). Citons aussi la marque Maison Verte qui fabrique une gamme de produits d'entretien respectueux de l'environnement.

- Au golf, la région autour du trou est dénommée green (« vert » en anglais)[45].

### Radiocommunication

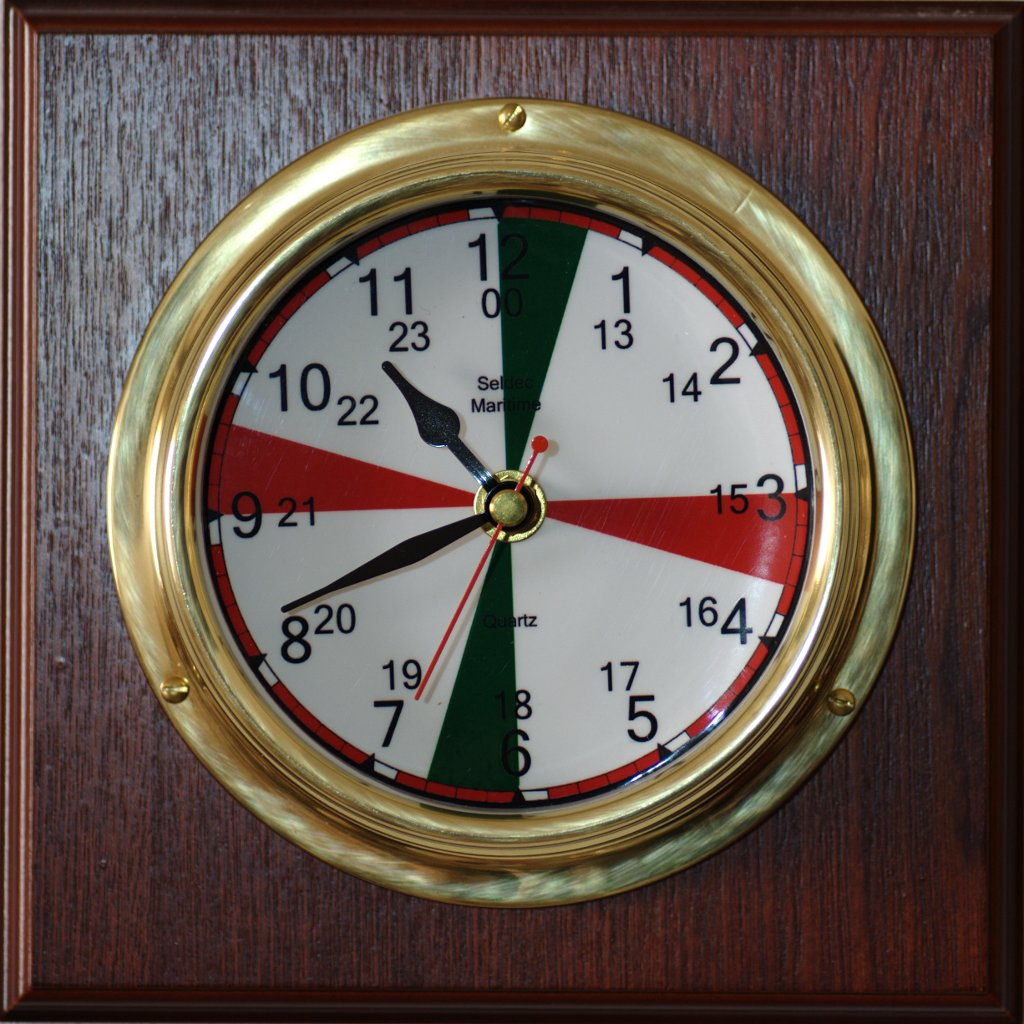
Périodes de silence radio de 3 minutes en Temps universel coordonné.

- Les secteurs de couleur verte déterminent des périodes de silence radio du Temps universel coordonné.

Secteurs de couleur verte
- Dans les secteurs de couleur verte (pouvant être bleu) les stations radios de la bande 1,605 MHz à 4 MHz effectuent un silence radio obligatoire de H + 00 à 03 et de H + 30 à 33 sur les fréquences :

- 2 174,5 kHz fréquence internationale de détresse, d'urgence et de sécurité en radiotélex [55].

- 2 182 kHz fréquence de détresse, d’appel d'urgence, d’appel de sécurité, d’appel de routine en radiotéléphonie en USB [56].

- 2 187,5 kHz fréquence internationale d’appel sélectif numérique avec MMSI. (Puis émettre sur 2 182 kHz) [57].

- L’appel de routine, de sécurité, d’urgence est autorisé aux heures de H + 03 à 29 et de H + 33 à 59 avec un dégagement sur une fréquence de travail.
- Cette disposition ne s'applique pas aux stations en détresse.

Référence de l'heure
- La référence du Temps universel coordonné se base sur l'écoute des tops de fréquences : 2,5 MHz ; 5 MHz ; 10 MHz ; 15 MHz et 20 MHz.

### Drapeaux et pavillons

Algérie
Andalousie (Espagne)
Arabie saoudite
Bangladesh
Bénin
Bolivie
Brésil
Bulgarie
Burkina Faso
Côte d'Ivoire
Espérantie
Ghana
Guinée
Guyana
Hongrie
Inde
Iran
Italie
Jamaïque
Liban
Libye
Lituanie
Lombardie (Italie)
Macao
Madagascar
Mali
Mexique
Maldives
Maroc
Mauritanie
Mozambique
Nigeria
Niger
Pakistan
Pays basque (Espagne et France)
Portugal
Pavillon de beaupré de la marine irlandaise
République d'Irlande
Suriname
Tanzanie
Togo
Turkménistan
Zimbabwe
Franco-Ontariens (Canada)
Ancien drapeau de la Libye (1977-2011)